# 阿切梅兹·戈奇亚耶夫
阿切梅兹·沙加巴诺维奇·戈奇亚耶夫 （羅馬化：Achemez Shagabanovich Gochiyayev） 1970 年出生于卡拉恰耶夫斯克，是一名俄罗斯公民，他被俄国普京政权指控组织了造成307人死亡的1999年俄罗斯公寓楼爆炸案 ，并导致该国陷入第二次车臣战争。 1999年9月，一系列爆炸案在布伊纳克斯克，莫斯科和伏尔加顿斯克发生（一起未遂爆炸事件发生在梁赞，3名FSB特工被当地警方抓获，但俄国政府后来称又此事只是“反恐演习”）
戈奇亚耶夫从未被捕或受审，表面上仍是逃犯。但2002年3月上旬以来就再也没有人见过他。

## 传记
戈奇亚耶夫是卡拉恰伊人人（而不是车臣人），出生在北高加索地区的卡拉恰耶夫斯克市。高中毕业后，他在俄罗斯战略火箭军服役。他在莫斯科生活了十多年。他在莫斯科经营一家名为Kapstroy 2000的小型建筑公司 ，他于1996年结婚。根据受国家杜马议员谢尔盖·科瓦廖夫委托调查爆炸事件的独立调查员米哈伊尔·特雷帕什金的说法，戈奇亚耶夫是一名住在莫斯科的普通“俄罗斯化的卡拉恰伊人”，有关他是瓦哈比教徒的信息完全是来自FSB捏造的调查。 

## 参与爆炸事件的指控
戈奇亚耶夫在莫斯科四个发现炸弹的地方租了房子。他，Tatyana Koroleva和Alexander Karmishin是接收了用于爆炸案的RDX炸药的公司的创始人。 
当前两枚炸弹爆炸并并夺去 200 多人的生命后，戈奇亚耶夫报警并提供了剩下的两处藏匿炸弹的地点（分别在Borisovskie Prudy和Kapotnya）这两枚炸弹则被排除，避免了更多的人员伤亡。
戈奇亚耶夫声称他被一位老熟人，一位FSB官员陷害，他要求戈奇亚耶夫在后来发现炸弹的四个地点租用地下室“作为储存设施”。 
根据FSB的说法，戈奇亚耶夫从军阀伊本·哈塔卜那里获得了 50 万美元用于实施袭击。FSB发布了一张两人合影的照片，声称这证明了两人有着密切的联系。FSB发布这些照片是为了回应逃亡英国的前FSB特工亚历山大·利特维年科的声明。利特维年科称他收到了戈奇亚耶夫的信件，否认他和哈塔卜有任何关系。利特维年科称，一名英国法医分析员无法确定照片中的男子是否就是戈奇亚耶夫。 利特维年科随后于2006年被FSB用钋-210毒杀。
2002年2月初，由国家杜马议员，著名苏联异议人士谢尔盖·科瓦廖夫担任主席的一个调查爆炸事件的独立公共委员会开始工作。3月5日，两名议员谢尔盖·尤申科夫和尤里·谢科奇欣飞往伦敦，他们在那里会见了亚历山大·利特维年科和米哈伊尔·特雷帕什金(原FSB上校)。在这次会议之后，特雷帕什金开始与科瓦廖夫委员会合作调查爆炸事件。
特雷帕什金称租用了用于存放炸弹的处所的人实际是FSB特工弗拉基米尔·罗曼诺维奇 (，Vladimir Romanovich)（此人亦曾牵涉特雷帕什金曾参与调查的1995年莫斯科Soldi银行劫案，后来在塞浦路斯的一起车祸中丧生，肇事者逃逸。）特雷帕什金找到了被用于存放炸弹的莫斯科Gochiyaev街的地下室的所有者Mark Blumenfeld()，他表示租用地下室的嫌犯的刑事模拟画像被替换成了戈奇亚耶夫的画像，他被FSB审讯人员强迫作证指认戈奇亚耶夫。特雷帕什金未能在法庭上出示这些证据，他在庭审前一周被以“非法持有武器”的罪名逮捕，虽然此罪名后来脱罪，但他还是被秘密军事法庭认定“泄露国家机密”罪名成立并被判处四年监禁。
根据新闻报道，戈奇亚耶夫逃到了格鲁吉亚，后来可能逃到了土耳其。
费尔什廷斯基和利特维年科最后一次和戈奇亚耶夫联系是在2002年3月，他在书信中承认曾帮助租用莫斯科Guryanov街、Kashirka、Borisovskie Prudy和Kopotnya的四处发现炸弹的房屋。
2010 年，一位名叫Yulia Latynina的作家推测戈奇亚耶夫可能一直躲在土耳其。 